# Janet Frasier
Dr. Janet Fraiser je izmišljeni lik iz serije Zvjezdana vrata SG-1. Ona je glavna doktorica u bazi SGC te stručnjak na polju egzotičnih bolesti. Vrlo često je suočena s oboljenjima koja nikada nitko nije sreo na Zemlji što je stavlja u poziciju da vrlo često mora improvizirati. U seriji Zvjezdana vrata SG-1 glumi je Teryl Rothery. 
Njezino prvo pojavljivanje je bilo već u prvoj epizodi prve sezone. Prije dolaska u SGC Janet je bila udana, ali je taj brak loše završio jer je (kako je to rekla Samanthi) "njen muž doslovno shvatio pojam muška vojska". U tijeku serije ona je usvojila djevojčicu Casandru, izvanzemaljsko siroče kojoj je sistemski lord Nirrti usadila naquadah bombu u prsni koš. Pred kraj šeste sezone dr. Janet pogiba na zadatku spašavajući vojnika Simona Wellsa. Umjesto nje dolazi dr. Lam koju glumi Lexa Doig.

## Vanjske poveznice
- Janet Fraiser - stranice obožavatelja